# Schomberg (Lennegebirge)

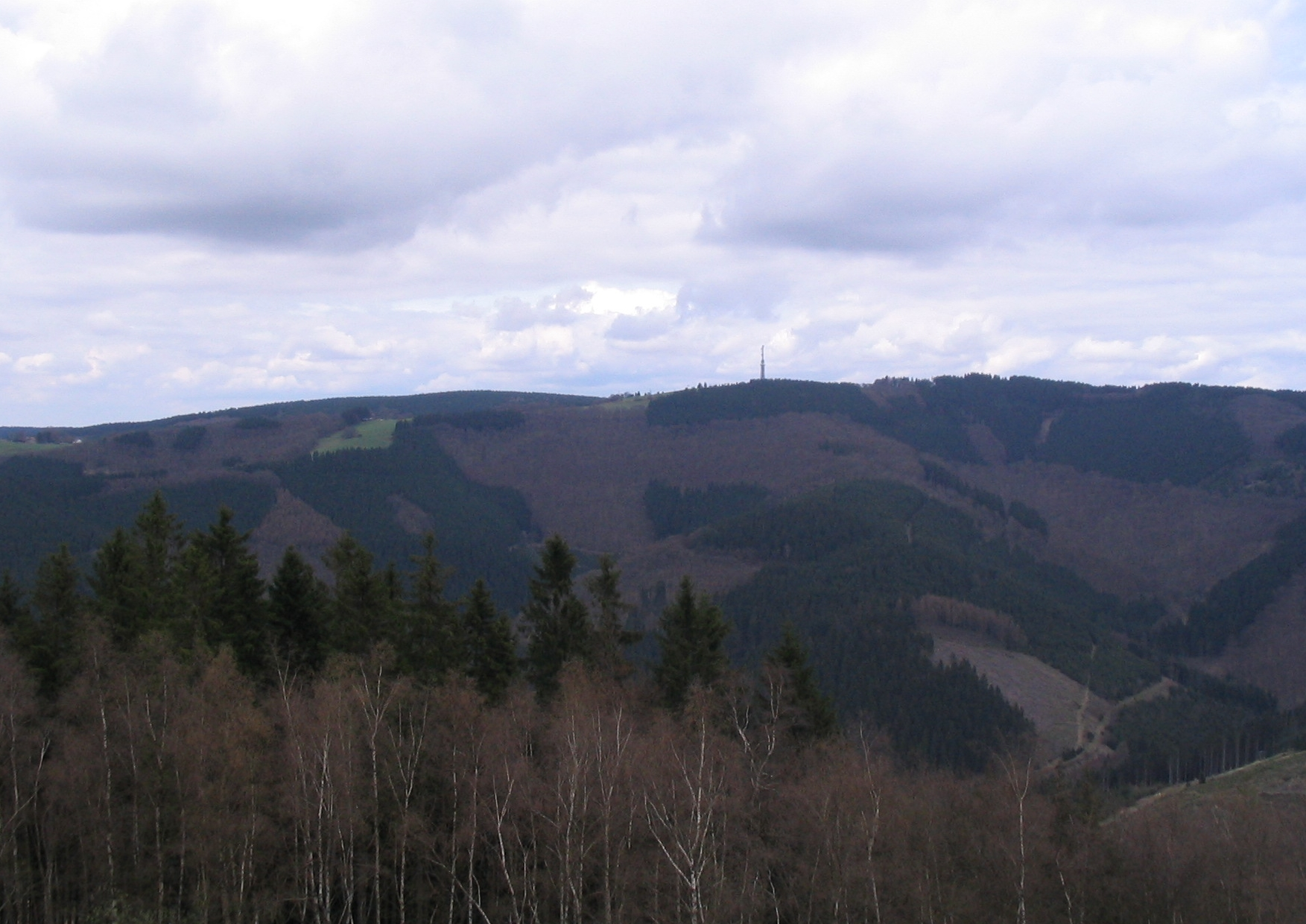
Blick vom Oberbecken des Pumpspeicherwerks Rönkhausen nordwärts zum Schomberg

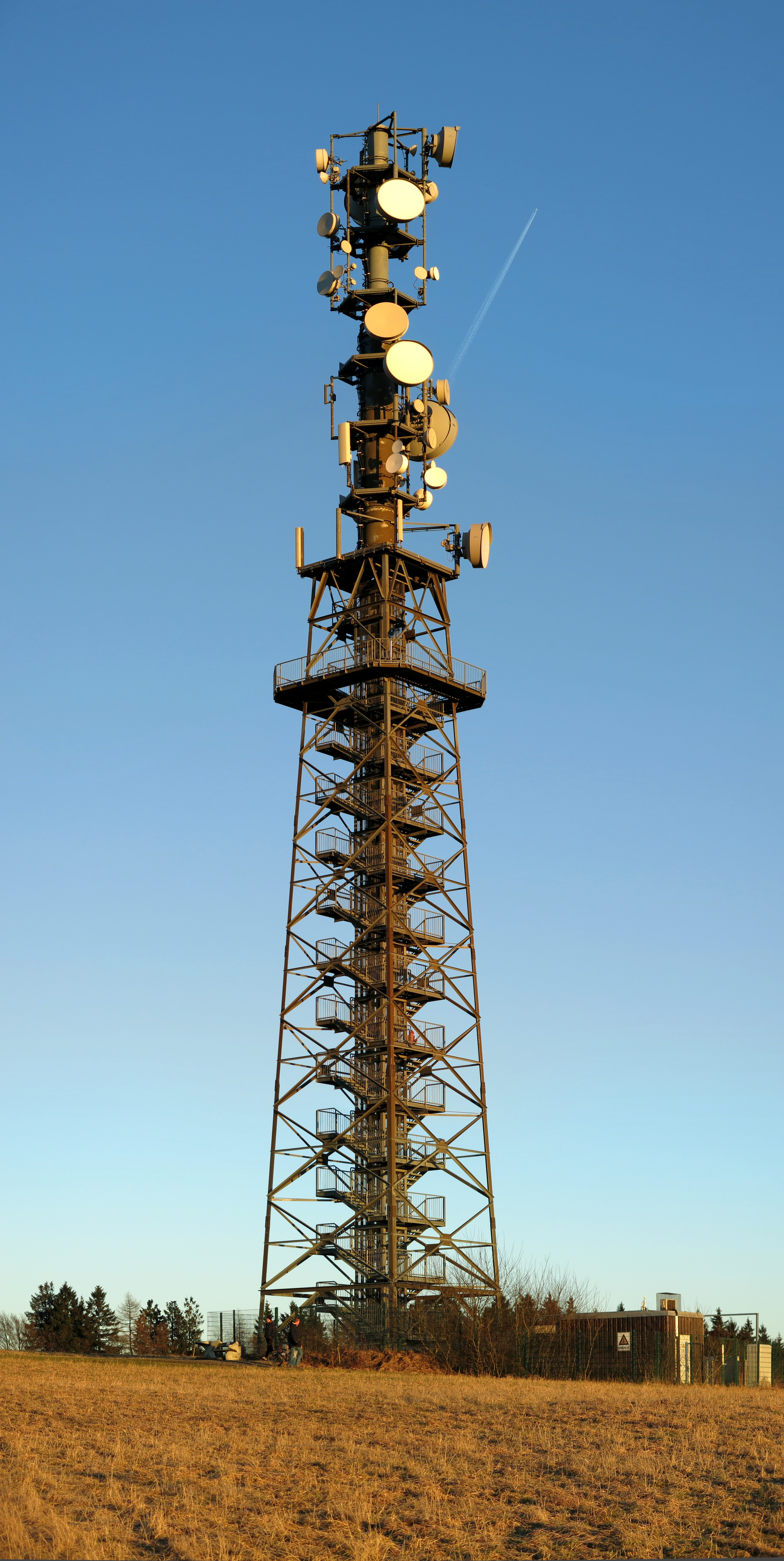
Schombergturm

Der Schomberg ist mit 647,6 m ü. NHN ist er nach der Homert der zweithöchste Berg im Lennegebirge. Er liegt im Sauerland beim Sunderner Ortsteil Wildewiese im nordrhein-westfälischen Hochsauerlandkreis.
Auf dem Berg befinden sich ein kleines Skigebiet und der Schombergturm.

## Geographie

### Lage
Der Schomberg erhebt sich im Süden des Stadtgebiets von Sundern im Naturpark Sauerland-Rothaargebirge. Sein Gipfel liegt 10 km südlich des Stadtzentrums und 600 m östlich des Ortsteils Wildewiese (575 m). Etwa 150 m östlich und 220 m südlich des Gipfels verläuft am Waldrand die Grenze zum Kreis Olpe mit der Gemeinde Finnentrop. Zum 2,4 km südwestlich im Tal des Glingebachs gelegenen Ort Glinge (265 m) fällt die Landschaft steil ab, und jenseits davon liegt Rönkhausen (235 m) im Tal der Lenne; beide Ortschaften gehören zu Finnentrop.
Auf dem Nordwesthang des Schombergs entspringt die Sorpe, und 1,9 km südsüdwestlich des Berggipfels liegt die Glingebachtalsperre (305,2 m). Die westliche Nachbarerhebung ist der 1,3 km entfernte Am Knapp (561,1 m).

### Naturräumliche Zuordnung
Der Schomberg gehört in der naturräumlichen Haupteinheitengruppe Süderbergland (Nr. 33), in der Haupteinheit Südsauerländer Bergland (3362) und in der Untereinheit Homertrücken (3362.2) zum Naturraum Wildewiese-Homert (3362.21). Nach Süden fällt die Landschaft in die Untereinheit Rönkhauser Lennetal (3362.1) ab.

## Natur und Schutzgebiete
Die Gipfelregion des Schombergs und seine westlichen Hanglagen sind unbewaldet. Auf seinem Südhang und auf den Hängen der dortigen Bergsporne Buchberg und Steinkopf liegt das Naturschutzgebiet Buchberg / Steinkopf (CDDA-Nr. 389684; 1956 ausgewiesen; 40,97 ha groß). Bis auf die Gipfelregion reichen Teile der Landschaftsschutzgebiete Sundern (CDDA-Nr. 555561435; 1993; 146,9283; km²) und Kreis Olpe (CDDA-Nr. 555555098; 1984; 265,0307 km²); auf dem Westhang liegt das LSG Wildewiese (CDDA-Nr. 555561628; 1993; 40,14 ha).

## Tourismus

### Skigebiet und Wandern
Auf dem Schomberg und Am Knapp liegt ein kleines Skigebiet mit fünf Skiliften und mehreren Skipisten von 100 bis 1200 m Länge sowie mehreren gespurten Loipen. Rund um den Berg oder hinüber führen der Wilde-Wiese-Rundwanderweg und die Fernwanderwege Sauerland-Höhenflug, Möhne-Westerwald-Weg und Residenzenweg. Der Gipfel ist zu Fuß oder mit dem Mountainbike zu erreichen. In Wildewiese gibt es einen großen Parkplatz.

### Schombergturm

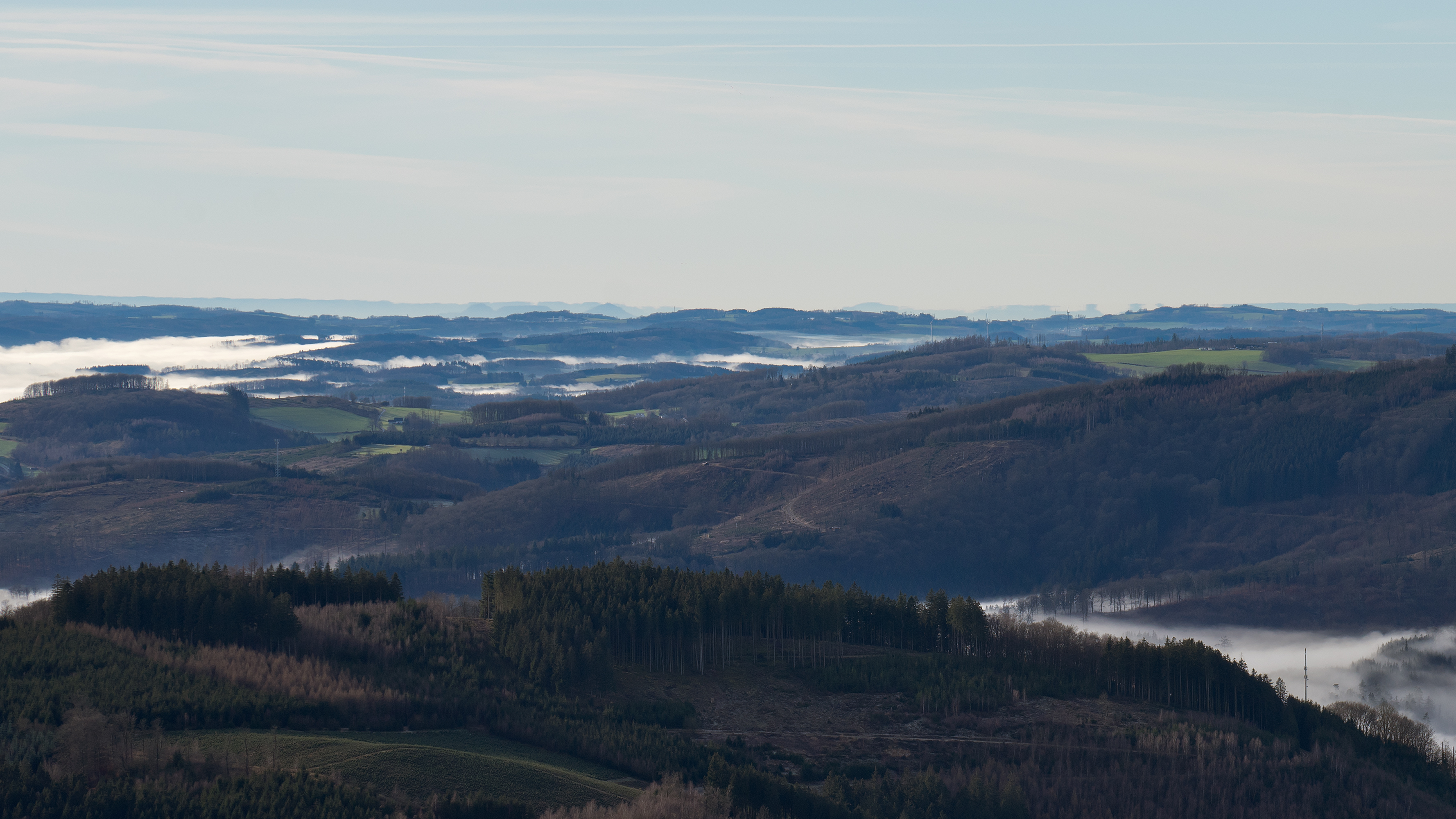
Seltene Fernsicht zum Siebengebirge

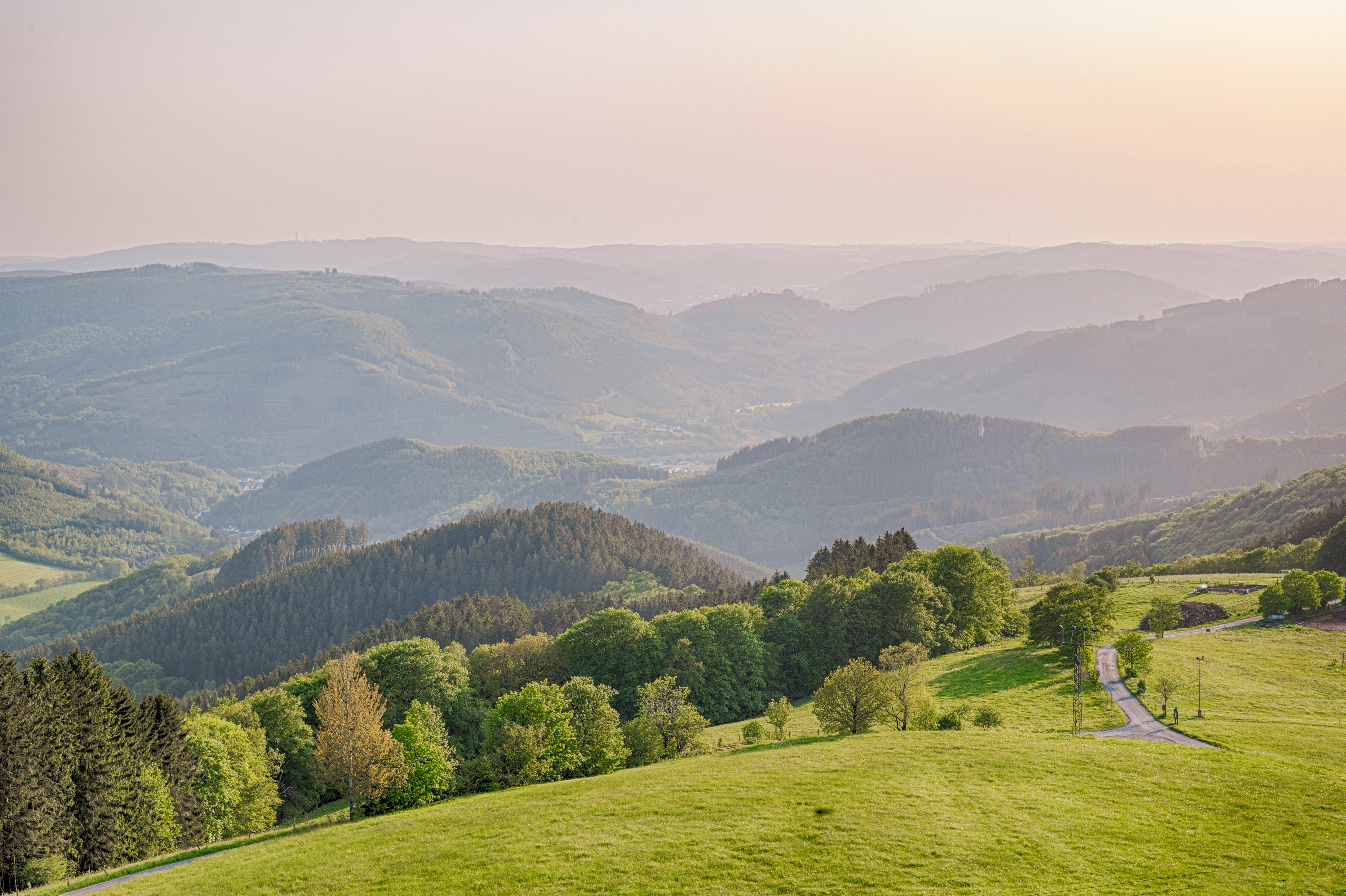
Blick vom Schombergturm nach Westen

Etwa 175 m südsüdwestlich des Berggipfels steht der Schombergturm (⊙). Er wurde 2005/2006 als 60 m hoher, freistehender Stahlfachwerkturm errichtet. Es ist ein Mobilfunkturm, der in 30 m Höhe über eine Aussichtsplattform verfügt. Diese wird im Umkreis von 16 km von keinem Berg überragt. Die Rundsicht erfasst nahezu das gesamte Sauerland. An klaren Tagen reicht der Blick bis weit ins Münsterland und zum Teutoburger Wald sowie zu einzelnen Gipfeln des Siebengebirges.